# Zentralfriedhof Ibbenbüren

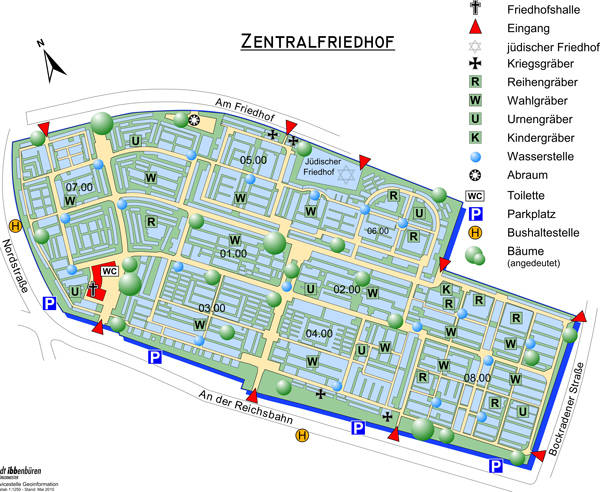
Übersichtskarte

Der Zentralfriedhof Ibbenbüren, gelegentlich inoffiziell auch Nordfriedhof genannt, ist einer der zwei großen Friedhöfe im Stadtbezirk von Ibbenbüren. Der Friedhof liegt im Norden der Innenstadt zwischen den Straßen An der Reichsbahn, Bockradener Straße, Am Friedhof und Nordstraße. Mit seinen 7,6 Hektar ist er nach dem Hauptfriedhof der flächenmäßig größte Friedhof in Ibbenbüren.

## Geschichte

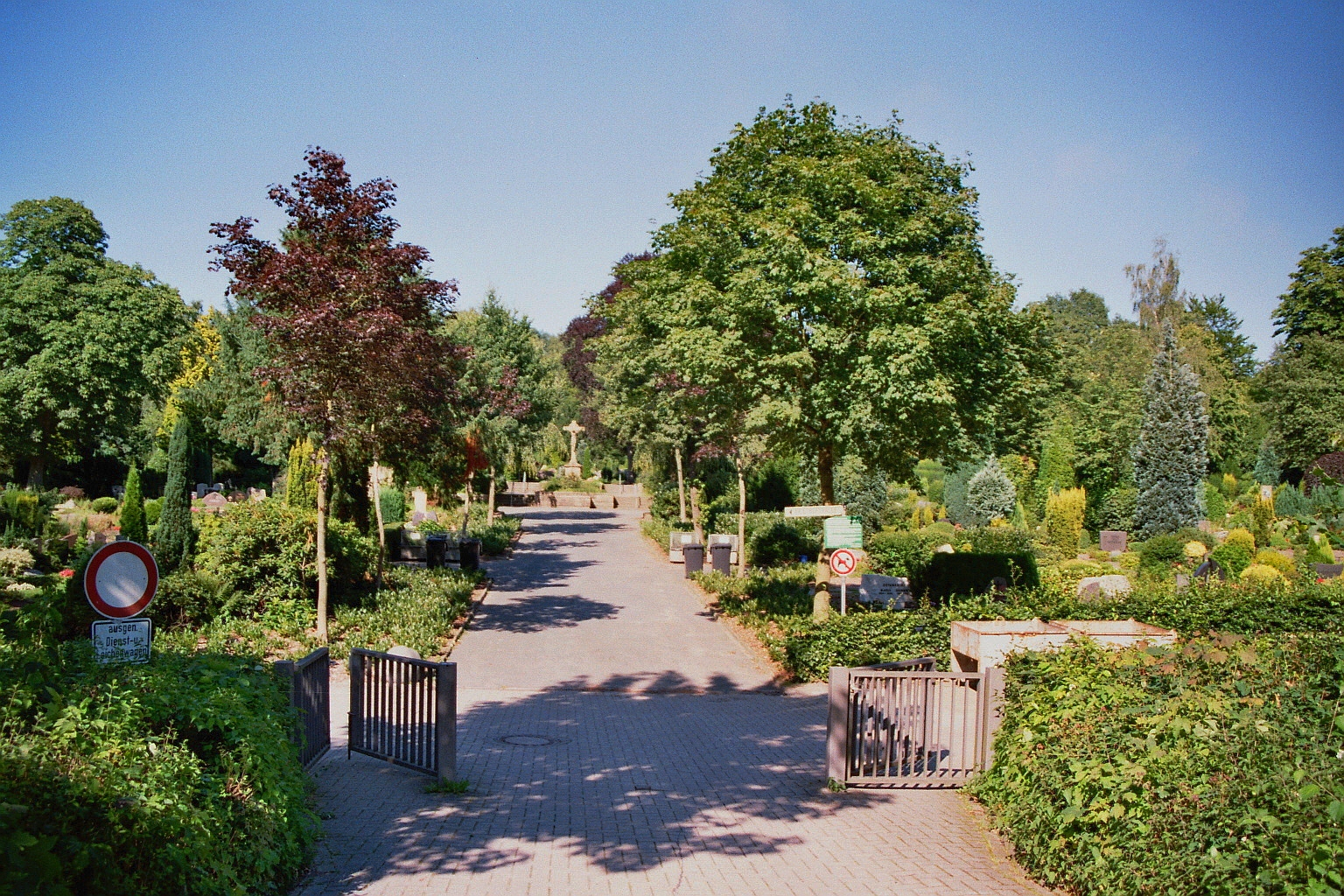
Haupteingang an der Straße An der Reichsbahn

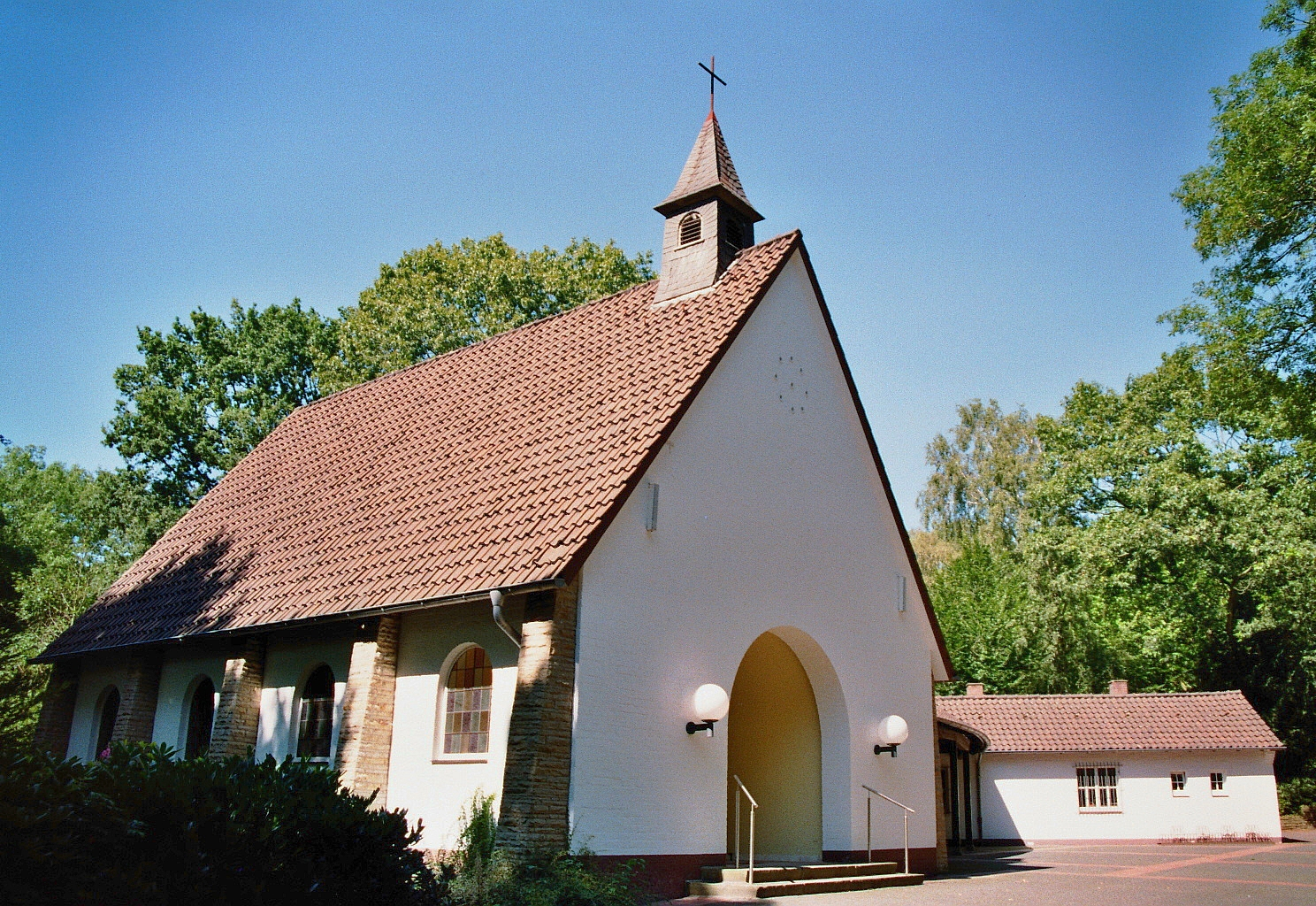
Trauerhalle (Friedhofskapelle)

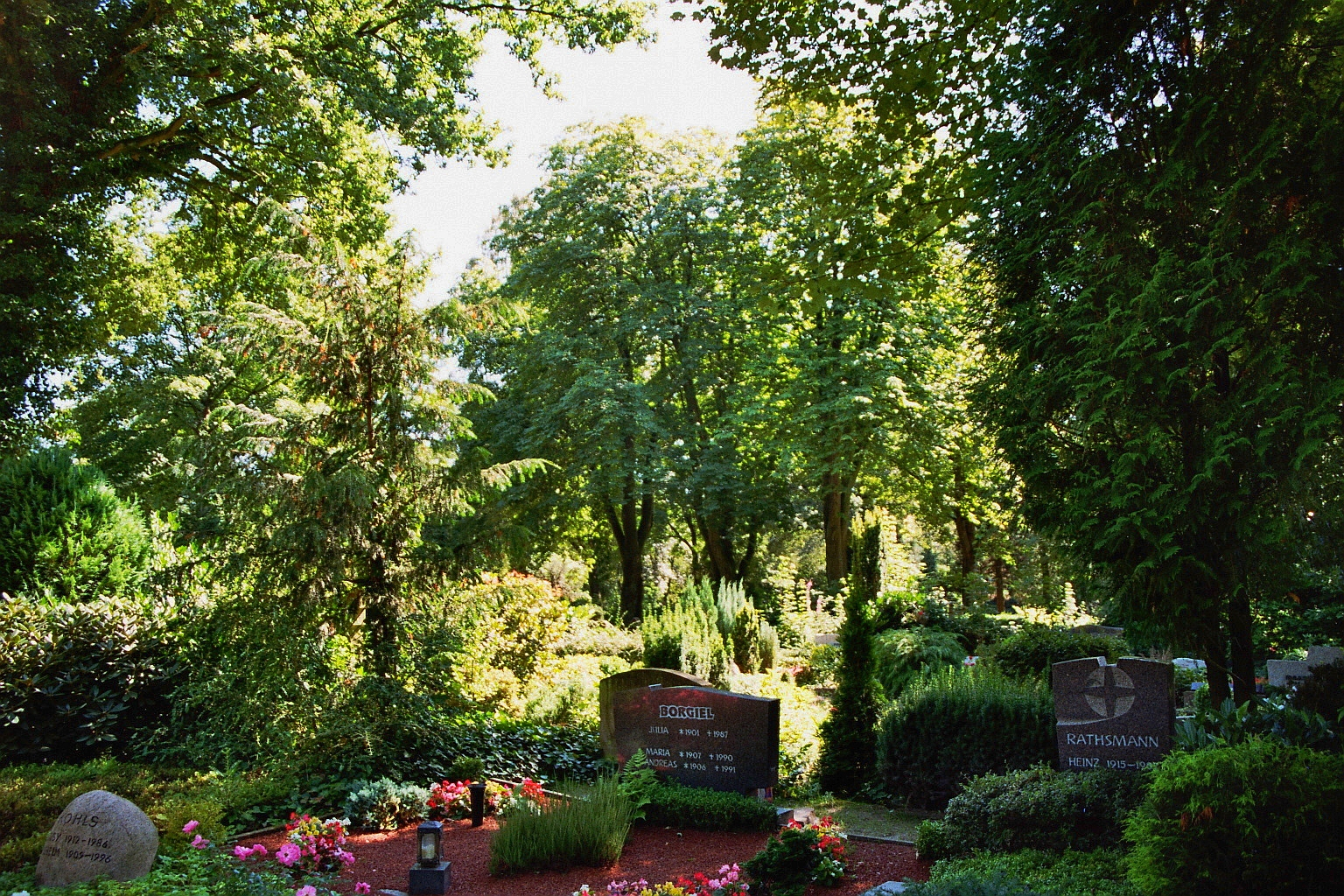
Der Friedhof hat durch seinen alten und umfangreichen Baumbestand einen weithin parkähnlichen Charakter.

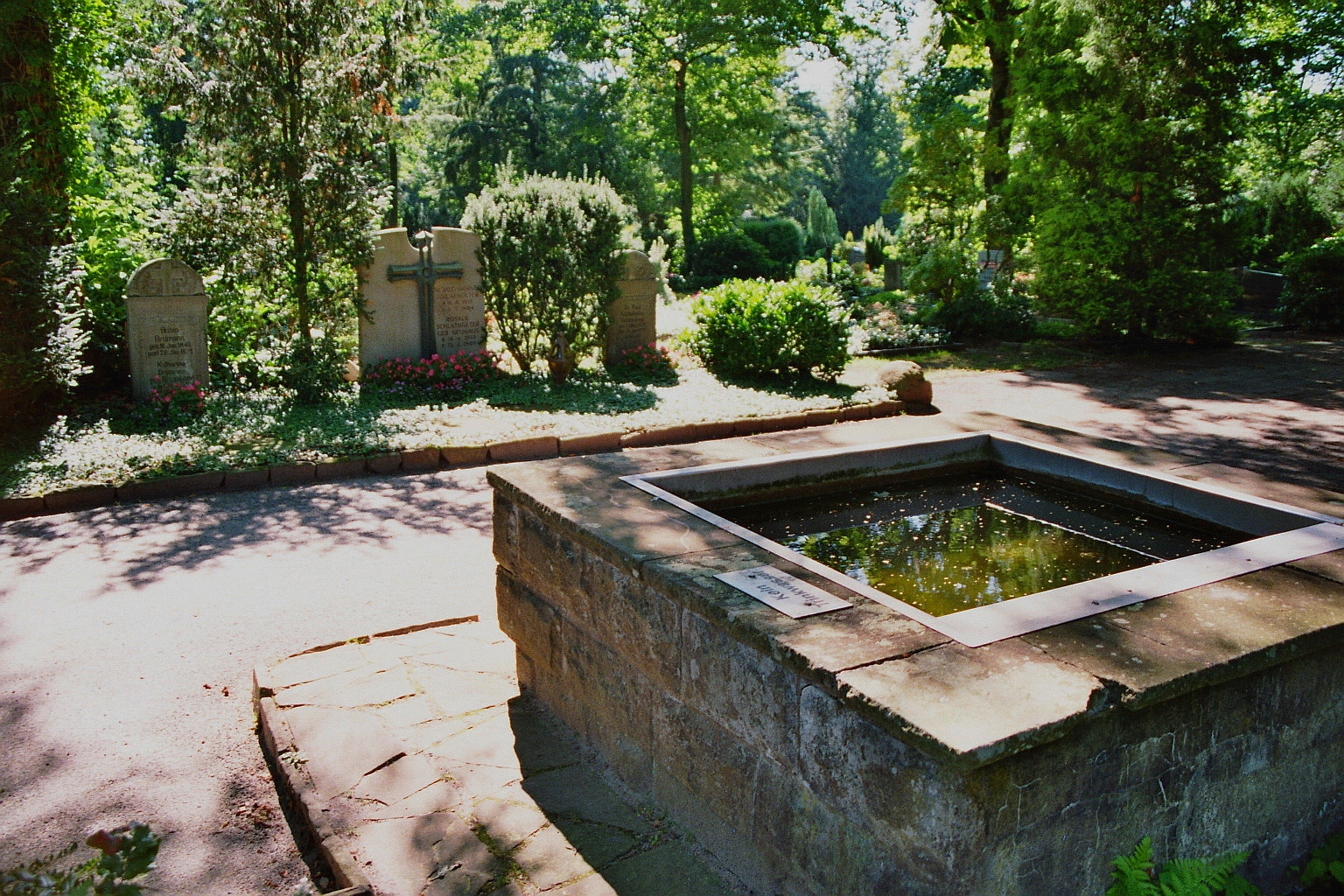
Zur Grabbewässerung sind zahlreiche, einheitlich in Sandstein gefasste Wasserstellen vorhanden.

Nachdem der Friedhof an der Schulstraße in der Innenstadt seine Kapazitätsgrenzen erreicht hatte, beschloss die Stadt Ibbenbüren, außerhalb der Innenstadt einen neuen, größeren Friedhof anzulegen. Nach langwierigen Verhandlungen ab 1914 wurde schließlich 1916 das Gelände nördlich der Bahn für 48.000 Reichsmark gekauft. Dort entstand in den Jahren 1918/19 in Anlehnung an den jüdischen Friedhof der neue Zentralfriedhof der Stadt. Er erfuhr in den Jahren 1940, 1948, 1955 und 1963 verschiedene Erweiterungen.
Ursprünglich war vorgesehen, den Friedhof nur bis in die 1980er Jahre hinein zu belegen und ihn nach dem Jahr 2000 als eine öffentliche Grünanlage zu nutzen. Als künftige Begräbnisstätte sollte der 1975/76 neu angelegte Hauptfriedhof dienen. Von dieser Planung rückten Stadtverwaltung und Stadtrat allerdings 1982 wieder ab. Nach entsprechender Änderung der Friedhofsleitplanung nahm die Belegung der abgeräumten Reihengrabflächen und zurückgegebenen Wahlgrabstätten auf dem Zentralfriedhof wieder zu. Jährlich gibt es dort gegenwärtig (Stand 2012) rund 200 Bestattungen. Damit wird dieser Friedhof im Vergleich zu den anderen Friedhöfen im Stadtgebiet am stärksten genutzt.
Um dieser starken Beanspruchung zu entsprechen, begann die Stadt 2006 damit, für veranschlagte Gesamtkosten in Höhe von 244.000 Euro die Hauptwegeachse zu erneuern. Dies betraf Teile des Pflasters samt Entwässerung ebenso wie die Wasserleitung. Auch Teile der Stützmauern wurden saniert.
Im September 1998 warfen heftige Sturmböen auch auf dem Zentralfriedhof zahlreiche starke Altbäume um oder beschädigten sie schwer. Gleichwohl ist der Zentralfriedhof nach wie vor in weiten Bereichen durch einen parkähnlichen Charakter gekennzeichnet und eine der „grünen Lungen“ der Innenstadt. Dazu tragen verschiedene großkronige Laub- und Nadelbäume bei. Im Jahr 2008 wurde die stark verlichtete Hecke zu den Straßen Am Friedhof und Bockradener Straße durch eine neue Hainbuchen-Hecke ersetzt.
Die zahlreichen Wasserstellen sind einheitlich aus Sandstein als Brunnenbecken gestaltet.

## Bestattungsmöglichkeiten

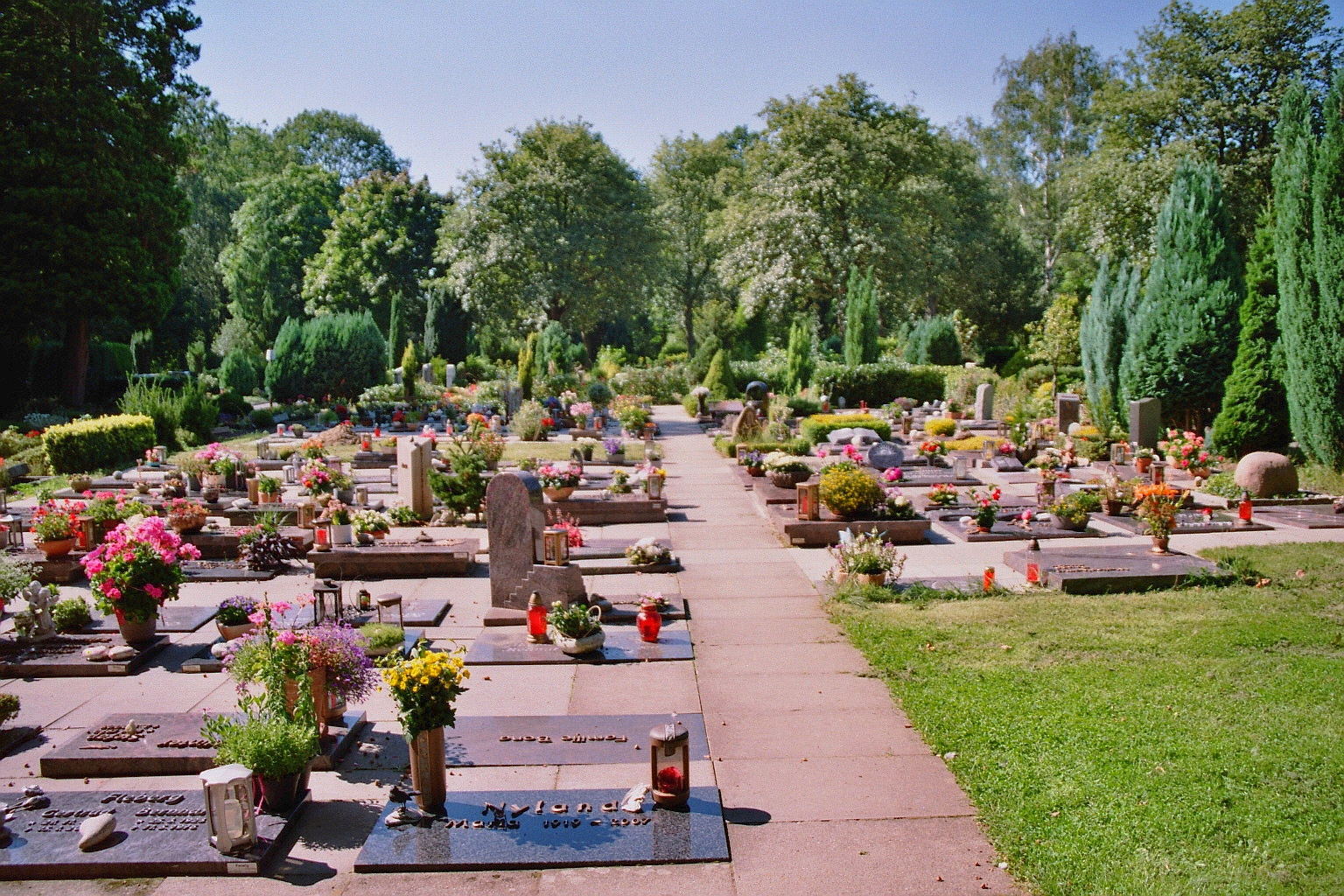
Bei der Grabgestaltung sind nur Natursteine erlaubt.

Im Gegensatz zu dem in den Jahren 1975/76 eingerichteten Hauptfriedhof sind die Bestattungsmöglichkeiten auf dem Zentralfriedhof deutlich konventioneller. Dort bietet die städtische Friedhofsverwaltung Reihen-, Kinder-, und Wahlgräbern als Erdgrab oder Urnengrab an. Zudem setzt die Friedhofssatzung der Grabgestaltung recht enge Grenzen. So sind beispielsweise nur Natursteine erlaubt, nicht aber Beton, Glas, Emaille und Kunststoff.
Die Trauerhalle verfügt über 50 Sitzplätze.

## Besonderheiten
Auf dem Gelände des Zentralfriedhofes befinden sich drei Baudenkmäler der Stadt Ibbenbüren. Es sind dies: 

### Das Friedhofskreuz

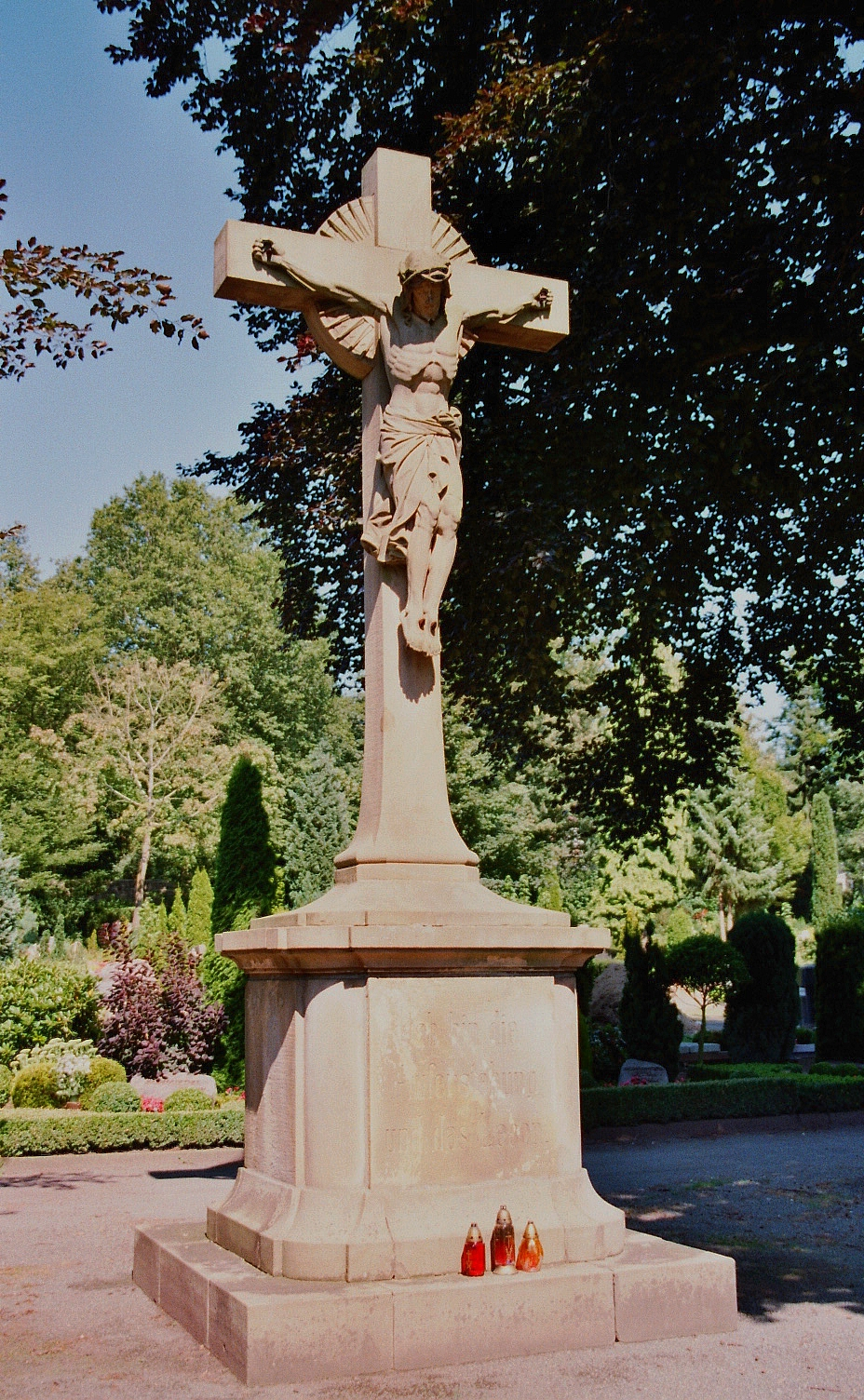
Friedhofskreuz

Das aus dem Jahr 1919 stammende Friedhofshochkreuz ist der Mittelpunkt des Zentralfriedhofs, der damit zugleich eindeutig seine grundsätzlich christliche, wenngleich auch nicht konfessionell gebundene Ausrichtung deutlich macht. Das Kruzifix steht auf einem hohen Sockel mit abgerundeten Ecken und Abdeckplatte. In Anlehnung an barocke Tradition ist das Kreuz mit dem Korpus im „Vier-Nagel-Typus“ gehalten. Das „Objekt der Volksfrömmigkeit“ wurde im Jahr 2000 in die Denkmalliste der Stadt Ibbenbüren eingetragen (Inventar-Nr. A 113) und steht seither komplett unter Denkmalschutz.

### Grabstelle Többen-Rennen

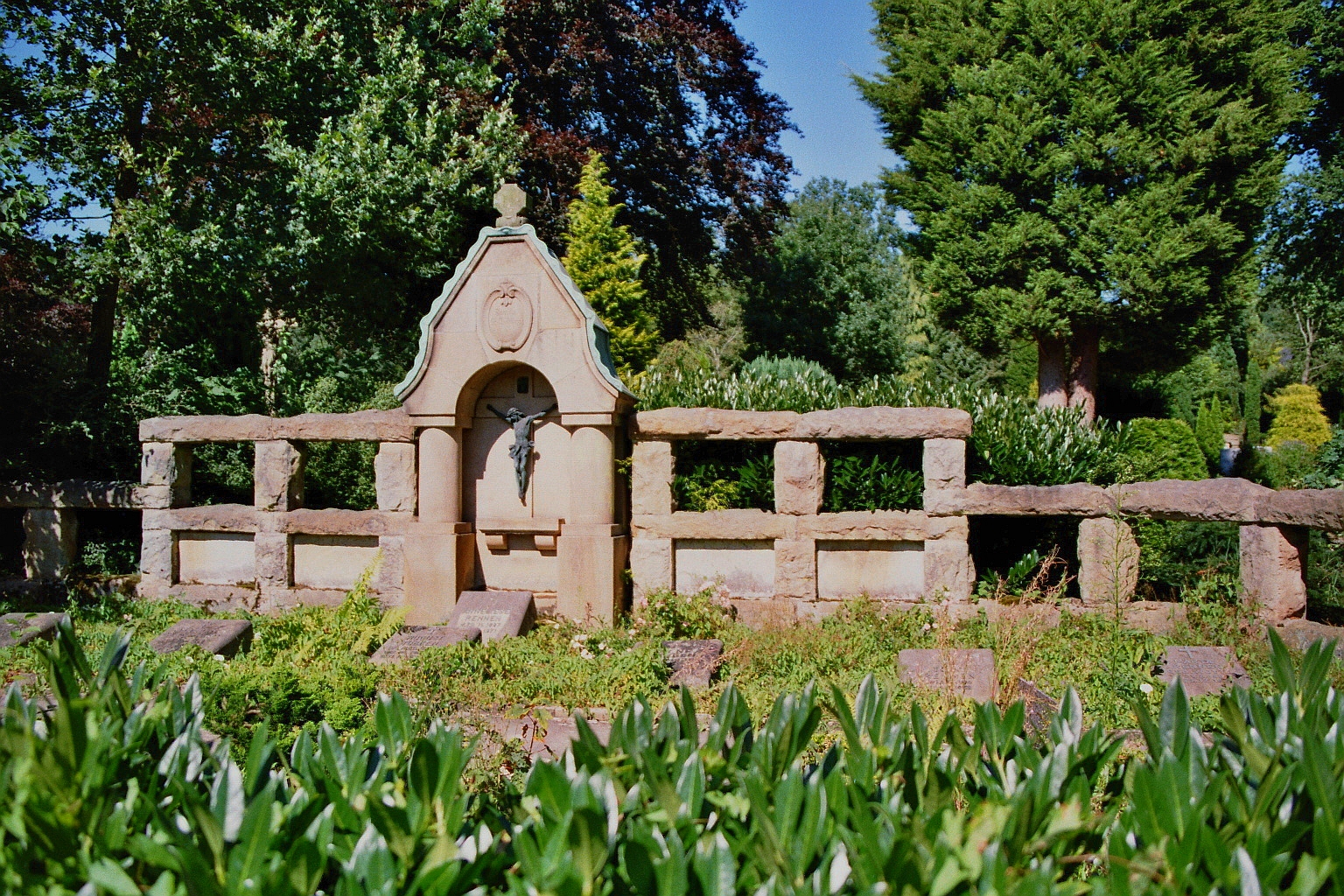
Grabstelle Többen-Rennen

Das auffällige, im Zeitgeschmack der 1920er Jahre ausgeführte Grabmal aus Ibbenbürener Sandstein befindet sich unweit des Friedhofskreuzes. In der Grabstelle fanden mehrere Mitglieder der Industriellen-Familie Többen-Rennen ihre letzte Ruhe. Zentraler Blickfang der Anlage ist ein geschweifter Aufsatz mit halbrunder Nische, in der sich ein Kruzifix in Metallguss befindet. Die Einfassung und die acht Grabplatten sind ebenfalls aus Sandstein gefertigt. Die Grabstelle wurde im Jahr 2000 in die Denkmalliste der Stadt Ibbenbüren eingetragen (Inventar-Nr. A 112) und steht seither komplett unter Denkmalschutz.

### Sowjetischer Friedhof

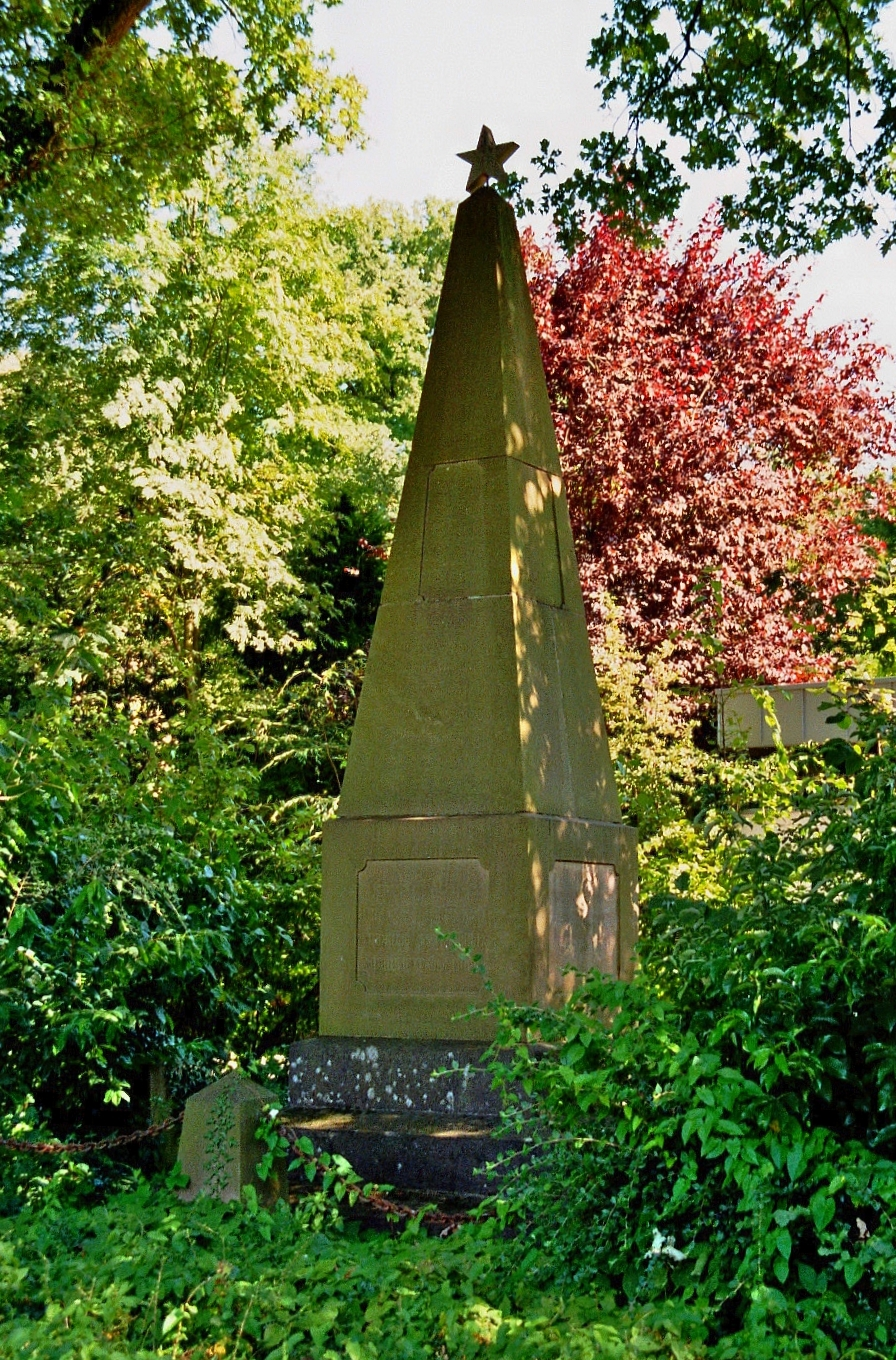
Obeliskartiges Denkmal des sowjetischen Friedhofs

Dieses Gräberfeld befindet sich im nördlichen Teil des Zentralfriedhofs. Bereits von der Straße Am Friedhof aus ist das prägende, obeliskartige Denkmal aus Sandstein zu sehen. Auf einem gestuften Sockel befinden sich ein Kubus und darauf wiederum eine langgezogene Pyramide, gekrönt von einem fünfzackigen Stern (Sowjetstern). Als Einfassung des Denkmals dienen mit Eisenketten verbundene Pfeiler. Das Gräberfeld wurde 1946 auf sowjetische Veranlassung als Ruhestätte für verstorbene Kriegsgefangene – Russen, Polen und Tschechen, die in Ibbenbüren Zwangsarbeit hatten leisten müssen – angelegt. Diese waren zunächst an verschiedenen Stellen in der Stadt beigesetzt worden, so im Heldermannpark, im Garten des Alten Pfarrhauses an der Kanalstraße sowie auf dem alten Friedhof an der Schulstraße und an einigen Stellen auf dem Zentralfriedhof. 1947 bettete man sie dann zu diesem im Volksmund „Russischer Friedhof“ oder „Russenfriedhof“ genannten Gräberfeld um. 1949 wurde der Obelisk errichtet, und die zunächst provisorisch aufgestellten schlichten Holzkreuze auf den Grabstellen wurden durch Kissensteine ersetzt. Auf diesen Sandstein-Tafeln sind die Namen der Verstorbenen verzeichnet. In den Obelisken ist eine Texttafel eingelassen. Deren kyrillische Inschrift lautet übersetzt: 

„Hier ruhen die Gebeine von 45 sowjetischen Staatsangehörigen. Sie wurden in faschistischer Gefangenschaft zugrunde gerichtet.“

Nach einer Liste im Stadtarchiv Ibbenbüren ist das Gräberfeld sogar für 46 Kriegsgefangene, darunter vier Kinder, angelegt worden.
Das ungeachtet seiner kommunistisch-atheistischen Ausrichtung als „Objekt der Volksfrömmigkeit“ klassifizierte Gräberfeld wurde im Jahr 2000 in die Denkmalliste der Stadt Ibbenbüren eingetragen (Inventar-Nr. A 114) und steht seither vollständig unter Denkmalschutz. Zur Begründung hieß es:

„Dieser Teil des Friedhofs ist bedeutend aus geschichtlichen Gründen – als Erinnerung an die Opfer des Zweiten Weltkriegs, insbesondere an die Zwangsarbeiter aus der ehemaligen Sowjetunion. Für die Erhaltung liegen stilgeschichtliche Gründe vor – der Friedhof ist in seiner Ausgestaltung einer der typischen Nachkriegsfriedhöfe von Kriegsopfern.“

### Weitere Gräber von Opfern des Zweiten Weltkriegs

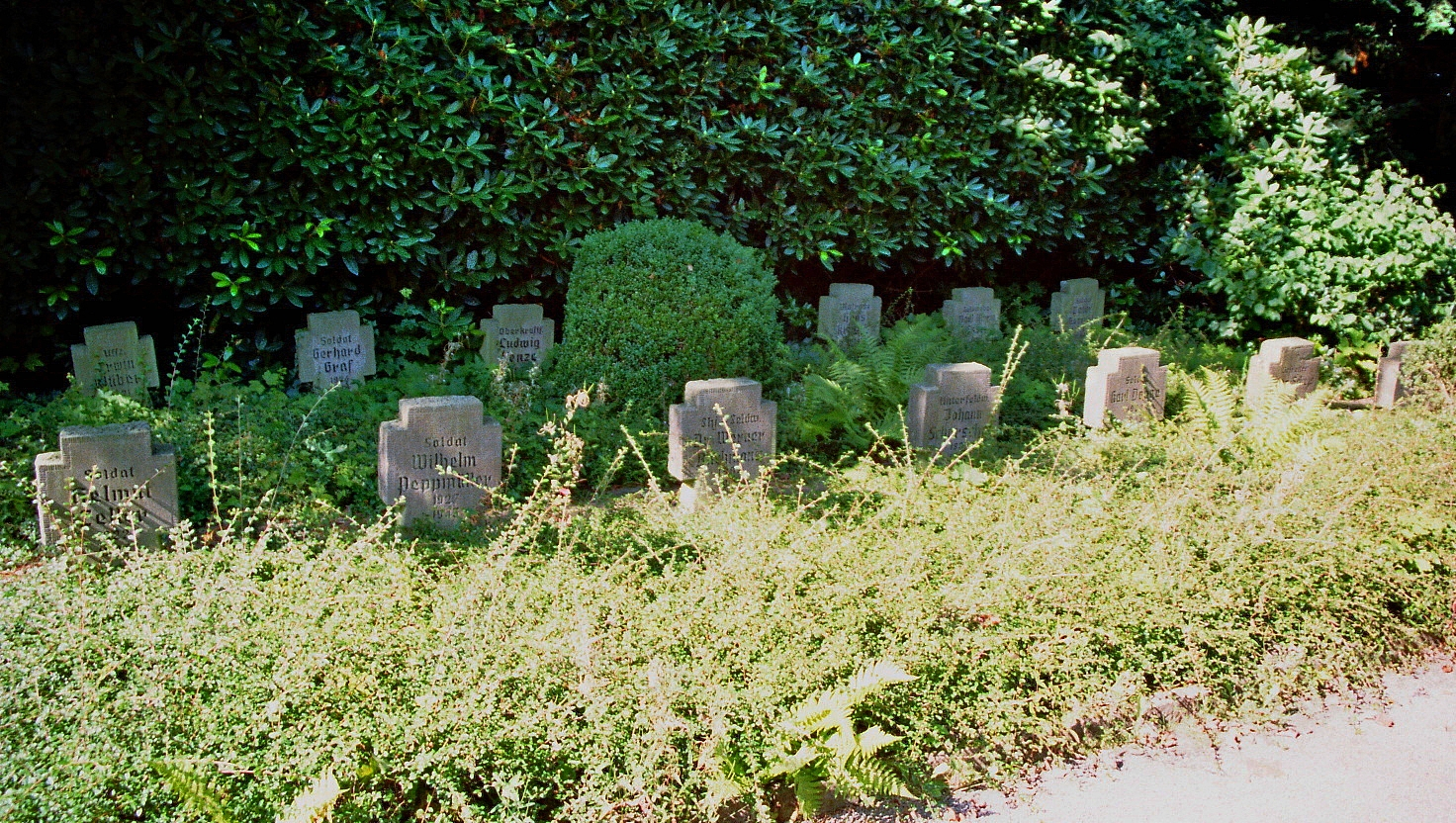
In den Soldatengräbern des Zentralfriedhofs sind 56 Soldaten beigesetzt.

Auf einem Sonderfeld des Zentralfriedhofes wurden außerdem Gräberreihen für die im Verlauf des Zweiten Weltkriegs in den Ibbenbürener Lazaretten verstorbenen deutschen Soldaten angelegt. In diesen im Frühjahr 1946 fertig gestalteten Soldatengräbern sind 56 gefallene Soldaten beigesetzt. Außerdem ruhen auf dem Friedhof auch 19 Zivilisten, die bei Bombenabwürfen in der Gegend ums Leben gekommen sind.
Von den oben genannten Zahlen teils abweichend, gibt der Volksbund Deutsche Kriegsgräberfürsorge an, dass auf dem Zentralfriedhof insgesamt 135 Opfer des Zweiten Weltkriegs beigesetzt sind, davon 79 aus Deutschland, 41 aus der Sowjetunion, 12 aus Polen, 2 aus Frankreich und 1 aus den Niederlanden. Deren Gräber wurden lange Jahre ehrenamtlich von Josef Rohlmann und Karl Meyer, Mitgliedern der KAB St. Mauritius, gepflegt. Seit 2011 kümmert sich die Reservistenkameradschaft Ibbenbüren ehrenamtlich um die Pflege der deutschen Soldatengräber.

## Gräber bekannter Persönlichkeiten
Auf dem Zentralfriedhof befinden sich die Grabstellen zahlreicher bekannter Ibbenbürener Bürger, darunter

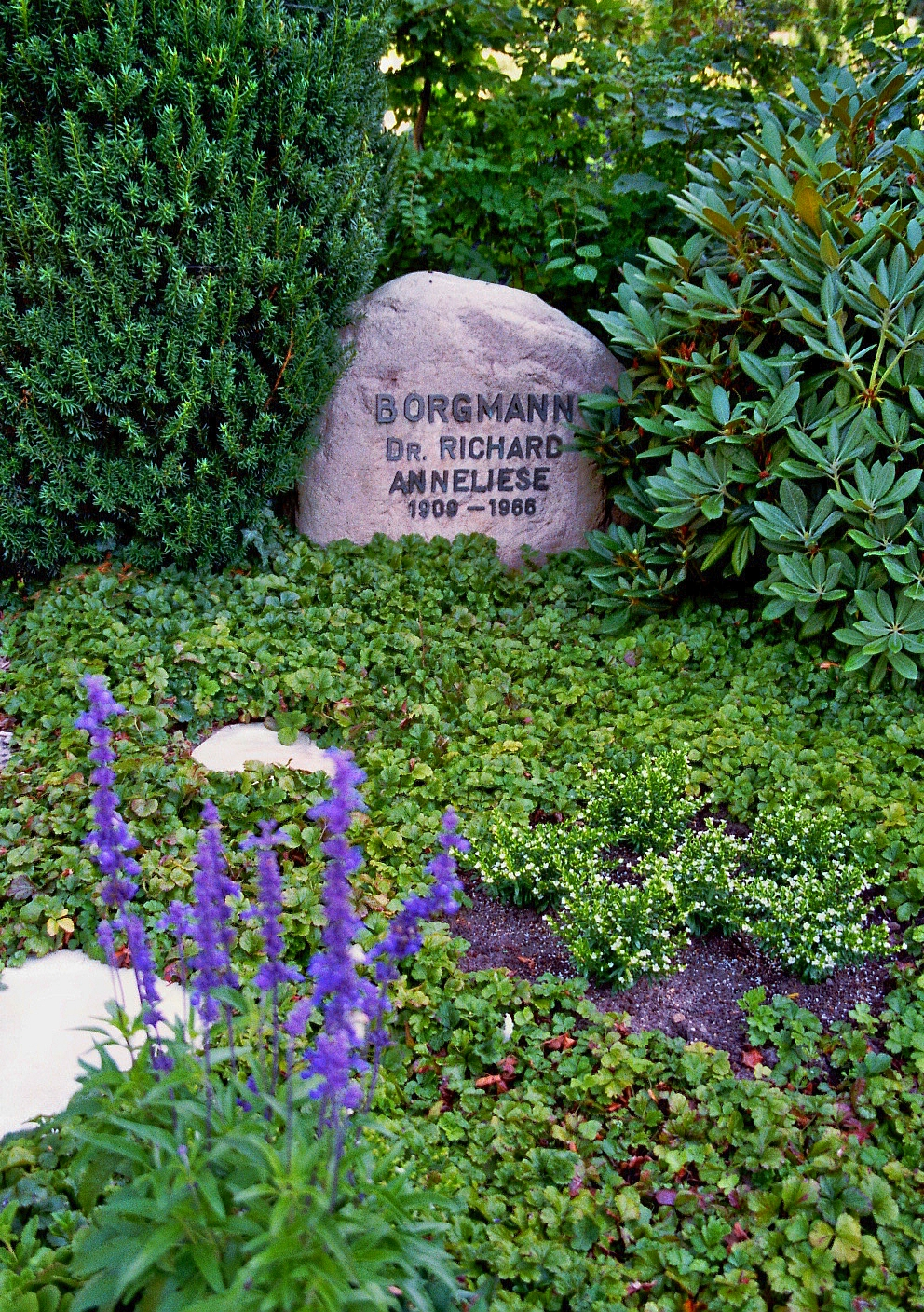
Grab von Richard und Anneliese Borgmann

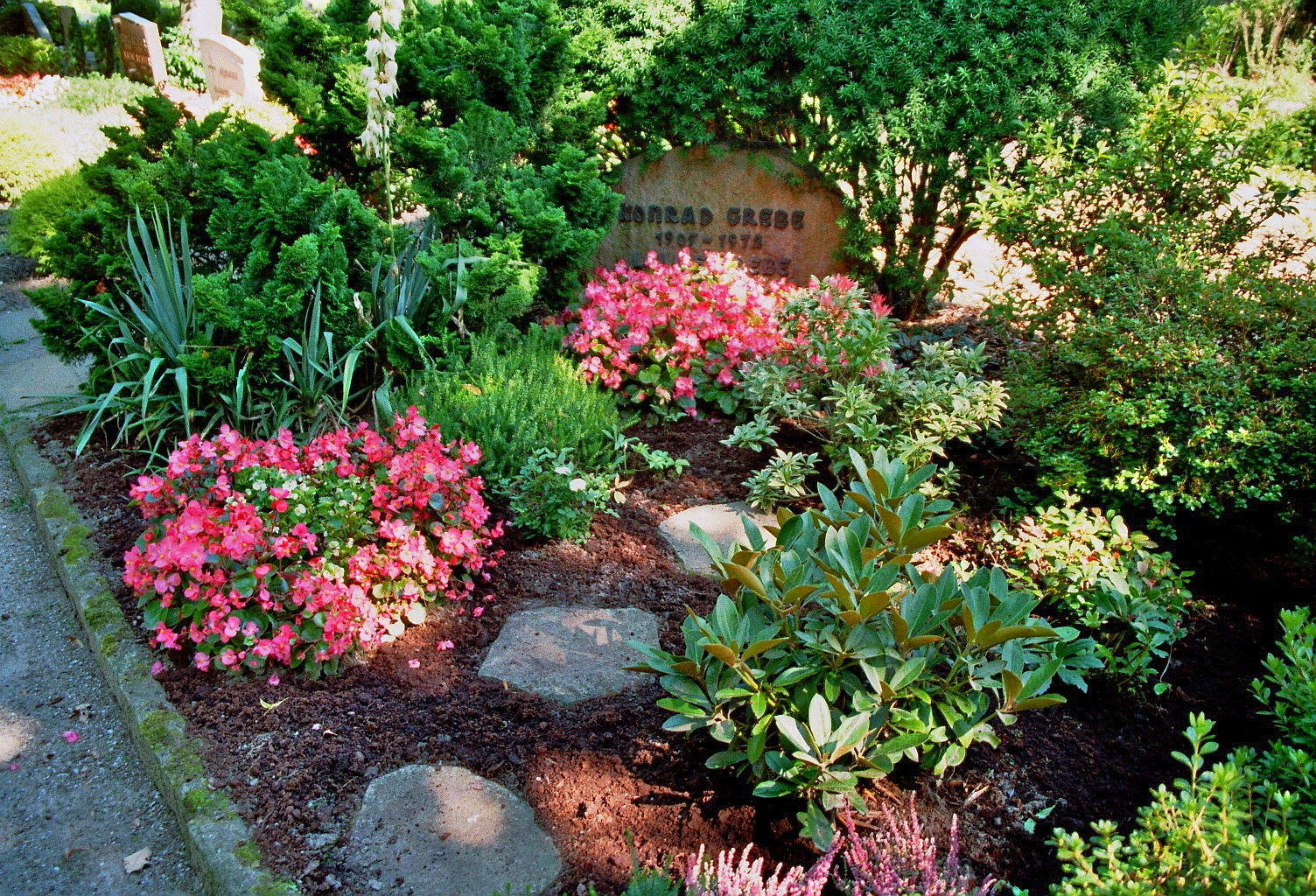
Grab von Konrad und Luise Grebe

- Richard Borgmann, Unternehmer und als Kommunalpolitiker Landrat des Landkreises Tecklenburg, † 1966
- Konrad Grebe, Steiger und Erfinder des Kohlenhobels, † 1972
- Horst Aloysius Massing, Arzt, Fachjournalist und Kommunalpolitiker, † 2011
- Hubert Rickelmann, Heimatforscher und Autor, † 1961 – Grabstätte nach Ablauf der Ruhefrist 1997 eingeebnet[16]
- Anton Rosen, Lehrer und Heimatforscher, † 1979
- Karl-Heinz Schäfer, Bauingenieur und Bauunternehmer, † 2011

## Sonstiges
Ein kurioser Unfall ereignete sich im Jahr 2010, als ein Smart auf der Nordstraße links von der Fahrbahn abkam, ein Eisengeländer des Zentralfriedhofs durchbrach und nahe der Friedhofskapelle die dort etwa sechs Meter tiefe Böschung hinabstürzte und auf einem Familiengrab landete.